# ラムシーニ
ラムシーニ（5月17日 - ）は、大阪府出身の作曲家、編曲家、キーボーディスト。本名は西村太貴。

## 経歴
5月17日生まれ。大阪府出身。大阪芸術大学卒業。幼少のころよりピアノを始める。キーボーディストとして数々のバンド活動に携わる。中学生の頃にラジオで70年代ロックに出会い、大学在学中にキース・エマーソンに感銘を受け結成したバンド「The Sun」でインディーズデビュー、2 枚のアルバムを発売する。その後、作曲、編曲家として活動。木村千咲と音楽ユニット「群咲」を組み、作編曲、ピアノを担当している。

## 作品

### アニメ
- ラクエンロジック
  - 月に囁くその声で（作曲・編曲）
- ひなろじ
  - grow  together!!!（編曲）
- ばくおん!!
  - ウェイ・トゥ・ザ・ワールド（作曲・編曲）
- ラブライブ!サンシャイン!!
  - waku-waku-week!（作曲・編曲）
  - G線上のシンデレラ（編曲）
  - “MY LIST” to you!（編曲）
- 政宗くんのリベンジ
  - 笑顔deハダピュア!（作曲）
  - 笑顔deハダピュア! 愛姫ソロヴァージョン（作曲）
  - 笑顔deハダピュア! 寧子ソロヴァージョン（作曲）
- 怪獣娘～ウルトラ怪獣擬人化計画～
  - ガッツが此処にある限り（作曲）
- 戦国鳥獣戯画～甲～
  - GKJでおかしちゃえ!（作曲・編曲）
- 天使の3P!
  - 大切がきこえる ピアノアレンジ（編曲）
  - 大切がきこえる ボーカルソフトピアノアレンジ（編曲）
  - LOVER SOUL（編曲）
- はるかなレシーブ
  - Do your best!（作曲・編曲）
  - ここからふたりは（編曲）
- うちのメイドがウザすぎる!
  - まあまぁ?ますます?ゆーじょーびより（作曲・編曲）
- ひなこのーと
  - ときめきゆあはーと!（作曲・編曲）
  - Precious Memories（編曲）
- 六畳間の侵略者!?
  - 明日天気にな～れ☆（作曲・編曲）
- Code:Realize 〜創世の姫君〜
  - 幸せのうまれる場所（作曲・編曲）[2]
- デジモンアドベンチャー tri.
  - 夢の叶う場所（編曲）
- 異世界はスマートフォンとともに。（劇伴）

### ゲーム
- 春音アリス*グラム
  - 春音ベール（作曲・編曲）
  - 春音ベール”SHOT MUSIC”MK remix （作曲・編曲）
- 千の刃濤、桃花染の皇姫
  - 嗚呼 絢爛の泡沫が如く（編曲）
  - 月夜に舞う恋の花（編曲）
- アイドリッシュセブン
  - TO MY DEAREST（作曲・編曲）
- アイドルマスター ミリオンライブ!
  - P.S I Love You（作曲・編曲）
  - メメント？モメント♪ルルルルル☆（編曲）
- アイドルマスター ミリオンライブ! シアターデイズ
  - 瑠璃色金魚と花菖蒲（作曲・編曲）
  - 満腹至極フルコォス（作曲・編曲）
  - シャクネツのパレード（作曲・編曲）
  - 月曜日のクリームソーダ（作曲・編曲）
  - 絶対的performer（作曲・編曲）
  - My Evolution（作曲・編曲）
  - ART NEEDS HEART BEATS (Four Heart Beans)（編曲）
- アイドルマスター SideM
  - 桜彩（編曲）
  - 桜彩（華村 翔真 ソロver）（編曲）
  - 桜彩（猫柳 キリオ ソロver）（編曲）
  - 桜彩（清澄 九郎 ソロver）（編曲）
- Girls Mode 4 スター☆スタイリスト
  - ヒカリ（作曲・編曲）
- アストラエアの白き永遠
  - 雪のエルフィンリート -White Eternity- ver.（編曲）
- アストラエアの白き永遠 Finale -白き星の夢-
  - 雪のエルフィンリート ~elfin'Lied of snowy lullaby.~（編曲）
- ボーイフレンド（仮）きらめき☆ノート
  - Twinkle step（編曲）
- 乖離性ミリオンアーサー
  - Peace is the Asset（編曲）
- IS 〈インフィニット・ストラトス〉 アーキタイプ・ブレイカー
  - Princesses（作曲・編曲）
- 未来ラジオと人工鳩
  - Never Too Late（作曲・編曲）
- オンゲキ
  - 花時は夢を見る。（作曲・編曲）[3]
- ダンキラ!!! - Boys, be DANCING! -
  - ナマステ☆ダンシング（作曲・編曲）[4]
  - Set me free（編曲）[4]
- 宿星のガールフレンド2 -the destiny star of girlfriend-
  - HAPPY☆SHINING DAYS!（編曲）
- Fate/Grand Order Waltz in the MOONLIGHT/LOSTROOM
  - 暁に咲く華（編曲）
  - 悲しき炎（編曲）
  - Dance with the shadow（編曲）
  - 掌の星屑（編曲）
  - パーソナル・トレーニング（編曲）
  - pleasant journey（編曲）
- ウマ娘 プリティーダービー
  - 感情の黎明（編曲）
- SEVEN's CODE
  - 嫉妬、あるいは衝動に彷徨う者（作曲・編曲）
  - 嫉妬、あるいは衝動に彷徨う者 BOSS REMIX（作曲・編曲）
  - be myself（作曲・編曲）
- 葦原ユノ starring yu-yu　
  - 手紙（編曲）
- 大図書館の羊飼い
  - Good Shepherd（作曲・編曲）
  - Life,Like,Party!（作曲・編曲）
- ロードオブワルキューレ
  - 全力疾走Navigetar
- デタリキZ
  - 恋こそ!超宇宙ディスカバリー（作曲・編曲）
  - あなた色 Purely Pink（作曲・編曲）

### 群咲の楽曲
- 深海に漂う（作曲・編曲）
- 透明少女、空を往く。（作曲・編曲）
- 第一印証（作曲・編曲）
- またこれ（作曲・編曲）
- 非公式ワタシ（作曲・編曲）
- 負け犬の無言劇（作曲・編曲）
- NPC（作曲・編曲）文化放送：CultureZ　EDテーマ
- 模造生活（作曲・編曲・共作詞）
- 君が嫌い（作曲・編曲）
- ただ、灰に塗れる（作曲・編曲）
- 一般ピポピポ（作曲・編曲・共作詞）
- 他問他答（作曲・編曲）
- いつかさよならのためのうた（作曲・編曲）

### 一般
- ずっと真夜中でいいのに。
  - 勘冴えて悔しいわ（作曲・編曲）[6]
  - ヒューマノイド（編曲）[7]
- 96猫
  - VERY VERY SPECIAL（作曲・編曲）[8]
- Palette Parade
  - UKIYO-YO ONDO（作曲・編曲）[9]
- 雨模様のソラリス
  - 粧す此の夜（作曲・編曲）
- KEIKO（元Kalafina）
  - Change The World's Color（共作詞・作曲・編曲）
  - ミチテハカケル（作曲・編曲）
- 祭nine.
  - HADAKAN BOYS （編曲）
- 末吉秀太
  - Shall We!!（編曲）
- ヘラヘラ三銃士
  - SU-WAY-YEAH（作曲・編曲）
  - HEY!WEGO（作曲・編曲）
- Mia REGINA
  - White Guilty（作曲・編曲）
- 駒形友梨
  - Lonely Blueが終わるころには（編曲）
- 堀江由衣
  - キミイロ（編曲）
- 安野希世乃
  - 夏色花火（編曲）
- 703号室
  - 人間（作曲・編曲）[10]
  - 非釈迦様（作曲・編曲）[11]
- 楠木ともり
  - 遣らずの雨(編曲）[12]
- 水樹奈々
  - Light Births Shadow（作曲）[13]
- 花園セレナ
  - セレナーデ（編曲）[14]
- 秋葉原ディアステージ　11周年記念楽曲
  - ヒ・ス・ト・リ・ア（作曲・編曲）
- 豊田萌絵
  - 天邪鬼（編曲）[15]
- +α/あるふぁきゅん。
  - SHOUT LOUDER（作曲・編曲）[16]
- 上野優華
  - 嘘（編曲）
- 北園涼
  - Be Bright（編曲）
- ROOT FIVE
  - 雨音（編曲・ピアノ）
- 雨宮天
  - VIPER（ピアノ）
- 2022年北京冬季オリンピック　文化放送公式テーマ曲 Winter Dream（作曲・編曲）[17]
- ALLY
  - Light Light Light(共作曲・編曲)[18]
- Show You" from 男子力向上委員会
  - Oath（作曲・編曲）[19]
  - Enjoy&Joy!（作曲・編曲）
- ブレイク☆スルー“5D
  - 5次元エンターテイナー（共作曲・編曲）
- Ceui
  - サスペンスの国のセイ子（編曲）
  - パワー ∞ プラズマ（編曲）
  - 虹いろハルモニア（編曲）
- 転校少女*
  - Mr Dream（作曲・編曲）
- CR アナザー牙狼〜炎の刻印〜
  - Darkness Waltz（編曲）
- 文化放送
  - 2023年度ステーションジングル
- 凪原涼菜
  - 虹色の魔法（作曲・編曲）[20]
- まろ
  - ガムシャラワールド（作曲・編曲）
- メガミノウタゲ
  - Burger Queen（作曲・編曲）

### BGM
- スマホゲーム「ロンドン迷宮譚」（作曲・編曲）
- 楽器擬人化「MusiClavies」ドラマCＤシリーズ（編曲）
- 日本テレビ音楽 Music Library（作曲・編曲）[21]

## 出演
- 群咲の古参ぶるなら今なのでは!?[22]（2021年10月3日 - 2023年3月26日、文化放送）
- あにキュレ！（超A&G）[23]
- 群咲の古参ぶるのはタダなのでは⁉
- 超A&G＋ A&G ARTIST ZONE 群咲のTHE CATCH[24]
- 文化放送「ビューティフルメロディーズ」ゲスト出演[25]